# フレドリック・ストラットン
フレドリック・ストラットン（Frederick John Marrian Stratton FRS、1881年10月16日 - 1960年9月2日）は、イギリスの天体物理学者。日食時の太陽スペクトルの観測などを行った。

## 生涯
バーミンガムに生まれ、ケンブリッジ大学で学んだ。ケンブリッジ天文台で働き、1928年から1947年の間ケンブリッジ大学の天体物理学の教授、太陽物理観測所 (Solar Physics Observatory) の所長を務めた。月のクレーターと小惑星 (1560) ストラットニア (Strattonia) に命名された。1936年には北海道の皆既日食の観測のために来日した。
1947年に王立協会フェロー選出。1952年ジュール・ジャンサン賞受賞。1953年から心霊現象研究協会の会長を務めた。